# Нурсай
Нурсай (каз. Нұрсай) — село в Казталовском районе Западно-Казахстанской области Казахстана. Административный центр Теренколского сельского округа. Находится примерно в 31 км к юго-западу от села Казталовка. Код КАТО — 274865100.

## Население
В 1999 году население села составляло 879 человек (453 мужчины и 426 женщин). По данным переписи 2009 года, в селе проживало 740 человек (379 мужчин и 361 женщина).